# Gordon K. McCallum
Gordon K. McCallum (* 26. Mai 1919 in Chicago, Illinois; † 10. September 1989 in Dorset, England) war ein US-amerikanischer Tontechniker.

## Leben
McCallum wurde in Chicago geboren, arbeitete aber den größten Teil seiner Karriere im Vereinigten Königreich. Dort begann er 1944 als Tonassistent bei David Leans Filmkomödie Wunderbare Zeiten, den ersten von insgesamt sechs gemeinsamen Filmen mit Lean. Bis zum Ende seiner Karriere im Jahre 1984 war er an weit über 300 Filmen beteiligt; in den 1940er Jahren noch oft ohne Nennung im Abspann. Zwischen 1964 und 1983 arbeitete er an sieben Filmen aus der James-Bond-Filmreihe. Daneben arbeitete er häufig mit dem Regisseur Gerald Thomas, darunter auch einige Titel der Carry-On-Filmreihe. Zu seinen weiteren erwähnenswerte Filmen zählen Fahrenheit 451, Blade Runner und Pink Floyd – The Wall.
1971 war er gemeinsam mit John Bramall erstmals für den Oscar in der Kategorie Bester Ton für Ryans Tochter nominiert. Im darauffolgenden Jahr war er gleich zweimal nominiert, für James Bond 007 – Diamantenfieber und Anatevka. Gemeinsam mit David Hildyard wurde er für letzteren Film mit dem Oscar in der Kategorie Bester Ton ausgezeichnet. Eine letzte Oscarnominierung erhielt er 1979 für Superman, er konnte jedoch keinen weiteren Oscar gewinnen.
Seine letzte Arbeit beim Film war der Superheldenfilm Supergirl im Jahre 1984. McCallum verstarb 1989 im Alter von 70 Jahren in Dorset.

## Filmografie (Auswahl)
| - 1948: Oliver Twist - 1949: Alice im Wunderland (Alice au pays des Merveilles) - 1950: So ist das Leben (Trio) - 1952: Weiße Frau im Dschungel (The Planter's Wife) - 1954: Flammen über Fernost (The Purple Plain) - 1955: Doktor Ahoi! ( Doctor at Sea) - 1956: Panzerschiff Graf Spee (The Battle of the River Plate) - 1957: Einer kam durch (The One That Got Away) - 1958: Die letzte Nacht der Titanic (A Night To Remember) - 1958: Die Wikinger (The Vikings) - 1959: Die 39 Stufen ( The 39 Steps) - 1964: Der Untergang des Römischen Reiches (The Fall of the Roman Empire) - 1964: James Bond 007 – Goldfinger (Goldfinger) - 1966: Fahrenheit 451 - 1967: James Bond 007 – Man lebt nur zweimal (You Only Live Twice) - 1969: James Bond 007 – Im Geheimdienst Ihrer Majestät (On Her Majesty’s Secret Service) - 1970: Das Privatleben des Sherlock Holmes (The Private Life of Sherlock Holmes) - 1970: Ryans Tochter (Ryan’s Daughter) - 1971: Anatevka (Fiddler on the Roof) | - 1971: James Bond 007 – Diamantenfieber (Diamonds Are Forever) - 1972: Frenzy - 1973: Der Schakal (The Day of the Jackal) - 1973: Jesus Christ Superstar - 1974: Die Akte Odessa (The Odessa File) - 1976: Kein Koks für Sherlock Holmes (The Seven-Per-Cent Solution) - 1977: James Bond 007 – Der Spion, der mich liebte (The Spy Who Loved Me) - 1978: Superman - 1979: James Bond 007 – Moonraker – Streng geheim (Moonraker) - 1981: James Bond 007 – In tödlicher Mission - 1981: Kampf der Titanen (Clash of the Titans) - 1982: Blade Runner - 1982: Pink Floyd – The Wall - 1982: Victor/Victoria - 1983: James Bond 007 – Octopussy (Octopussy) - 1984: Greystoke – Die Legende von Tarzan, Herr der Affen (Greystoke: The Legend of Tarzan, Lord of the Apes) - 1984: Supergirl |

## Auszeichnungen
- 1971: Oscarnominierung in der Kategorie Bester Ton für Ryans Tochter
- 1972: Oscar in der Kategorie Bester Ton für Anatevka
- 1972: Oscarnominierung in der Kategorie Bester Ton für James Bond 007 - Diamantenfieber
- 1979: Oscarnominierung in der Kategorie Bester Ton für Superman